# Parnaíba (fiume)
Il Parnaíba è un fiume del Brasile.
Si trova nel nord-est del paese e delimita lungo quasi tutto il suo percorso il confine tra gli stati del Piauí e del Maranhão.
Nasce nei contrafforti della Chapada das Mangabeiras ad un'altitudine di circa 700 m e percorre 1.344 km prima di gettarsi nell'Oceano Atlantico. Forma il terzo delta fluviale più grande del mondo, inferiore solo a quello del Nilo e del Mekong, con una estensione complessiva di circa 2.700 km².

## Percorso
Bagna le città di Guadalupe, Floriano, São Francisco de Maranhão; poi attraversa Teresina capitale dello Stato del Piauí con la sua gemella Timon ed infine tocca la città di Parnaíba nei pressi del suo sbocco nell'oceano.
Prima di sfociare nell'Oceano Atlantico, il Parnaíba forma un vasto delta, composto di tre bracci principali.